# Jonas Gemmer
Jonas Skjøtt Gemmer (31 gennaio 1996) è un calciatore danese, centrocampista dell'Hvidovre.

## Carriera

### Club
Ha giocato nella prima divisione danese.

### Nazionale
Ha giocato numerose partite con le varie nazionali giovanili danesi.

## Palmarès

### Club

#### Competizioni nazionali
- 1. Division: 1

Horsens: 2021-2022